# Tobias Capwell
Tobias Emanuel ("Toby") Capwell FSA (født ca. 1973) er en amerikansk historiker, der lever og arbejder i London, England. Hans primære interesse er europæiske våben og rustninger fra middelalderen og renæssancen. Han er kurator for våben og rustning på Wallace Collection i London. Han har skrevet og holdt foredrag om historiske og praktiske aspekter om området. Han rider desuden ridderturneringer, og hævder at være verdens eneste kurator i verden, der også er ridder.

## Karriere
Capwells interesse i ridderlig kamp blev vækket, da han besøgte Metropolitan Museum of Art i New York City i en alder af 4 ller 5, hvor han blev så imponeret overen mand i fuld pladerustning til hest, at han satte sig som mål at blive ridder, når han blev voksen. Han begyndte til ridning i en alder af 11 år. Hen opførte sin første riddertrunering 8 år senere foran 3000 publikummer. Han har siden deltaget i ridderturneringer i både USA og Europa, hvor han har været med til at genoplive sporten, i en mere korrekt form end det normalt sker ved reenactment. I 1996 flyttede han til England, og var en af de grundlæggende medlemmer af Royal Armouries ridderturnerings-hold. I 2002 vandt holdet Sword of Honour ved en konkurrence arrangeret af Royal Armouries. I 2005 var han et af de grundlæggende medlemmer af Order of the Crescent, der var endnu et ridderturneringshold. Samme år vandt han 'Scottish Sword of Chivalry' i en tre uger lang turnering afholdt af National Trust for Scotland og Royal Armouries. I 2006 blev han 'Queen's Champion' ved at vinde Royal Armouries' Queen's Golden Jubilee ridderturnering. I 2008 vandt han en turnering arrangeret af Bern Historical Museum i Schweiz, der skulle genskabe pas d'armes fra 1400-tallet. Over 11 dage kæmpede han mod tre modstandere og red 132 gange og kæmpede 22 kampe med langsværd.
Udover sit engagement i ridderturneringer har han også haft en akademisk karriere. I 2004 blev han ph.d. fra Leeds Universitet for en afhandling om tidlige engelske rustninger baseret på bl.a. illustrationer, kunstværker og særligt gravmæler.
I 2012 fandt man Richard 3. af Englands (1452-1485) jordiske rester. Han var blevet dræbt under slaget ved Bosworth Field, og siden begravet et ukendt sted. Capwell var med i den gruppe af forskere, som undersøgte knoglerne. I 2015 var han den ene af to riddere i fuld rustning der eskorterede kongens kiste til genbegravelse i Leicester Cathedral.
Han er kurator for våben og rustning på Wallace Collection i London, og den 2. juni 2011 blev han udnævnt som Fellow of the Society of Antiquaries.
I 2014 deltog han i ridderturneringer med fuld kontakt på Middelaldercentret i Danmark sammen med Order of the Crescent.

## Udgivelser
Han har udgivet adskillige bøger om våben og rustning. Blandt dem er Armour of the English Knight 1400–1450 (2015) (den første del af et værk, hvor næste del skal dække 1450-1500). I The English Historical Review skrev D. M. Palliser "This book [...] should revolutionise the study of early fifteenth-century armour, and it is one which document-based historians would neglect to their cost. [...] [He] is that rare scholar, an internationally renowned expert in his field, who is also a seasoned practitioner of combat in full plate armour, one who can speak with real authority on armour as a practical and functional aspect of medieval life".
Han har deltaget i eksperimenter, der skulle måle effektiviteten af lanser i kamp.
Den engelske skulptør Henry Moore (1898-1986) var en hyppig gæst på Wallace Collection, og fik inspiration fra udstillingen. I sine senere år producerede han adskillige skulpturer baseret på hjelme i museets udstilling. I 2019 udgav Capwell og Hannah Higham en bog kaldet The Helmet Heads, der analyserede disse skulpturer baseret på de originale hjelme.
Han har optrådt i adskillige tv-produktioner, herunder Timewatch: The Greatest Knight (2008, BBC2), The Private Life of a Masterpiece: Caravaggio: The Taking of Christ (2010, BBC2), Metalworks: The Knight's Tale (2012, BBC4, manuskriptforfatter og vært), Richard III: The New Evidence (2014, Channel 4, vært og rustningskonsulent) og A Stitch in Time (2018, BBC4).

## Yderligere læsning
- Taylor, Craig (22. juli 2006). "We love each other | Emma Roodhouse & Toby Capwell". The Guardian. Hentet 19. januar 2020.
- Jay (15. juli 2019). "An interview with Tobias Capwell". Tempus Fugitives. Hentet 4. februar 2020.
- Atlas, Lestra (25 June 2020). Review of a lecture by Tobias Capwell on the Knight in Armour in Life and Afterlife for the Oxford Medieval Studies Programme at TORCH (with a link to the full recording). Retrieved 9 August 2020.